# Mezalocha
Mezalocha ist ein spanischer Ort und eine Gemeinde (municipio) mit 206 Einwohnern (Stand: 2024) im Süden der Provinz Saragossa in der Autonomen Gemeinschaft Aragonien. Die Gemeinde gehört zur bevölkerungsarmen Serranía Celtibérica. Zur Gemeinde gehört die Ortschaft Aylés.

## Lage und Klima
Mezalocha liegt ca. 35 Kilometer (Fahrtstrecke) südsüdwestlich der Provinzhauptstadt Saragossa in einer Höhe von ca. 485 m am Huerva, der in der Gemeinde zum Stausee von Mezalocha aufgestaut wird. Das Klima ist gemäßigt bis warm; Regen (ca. 382 mm/Jahr) fällt übers Jahr verteilt.
Die Gemeinde gehört zum Weinbaugebiet Cariñena.

## Bevölkerungsentwicklung
| Jahr      | 1970 | 1981 | 1991 | 2001 | 2011 | 2021 |
| Einwohner | 396  | 357  | 341  | 305  | 222  | 238  |

## Sehenswürdigkeiten
- Michaeliskirche (Iglesia de San Miguel Arcangel)
- Antoniuskapelle

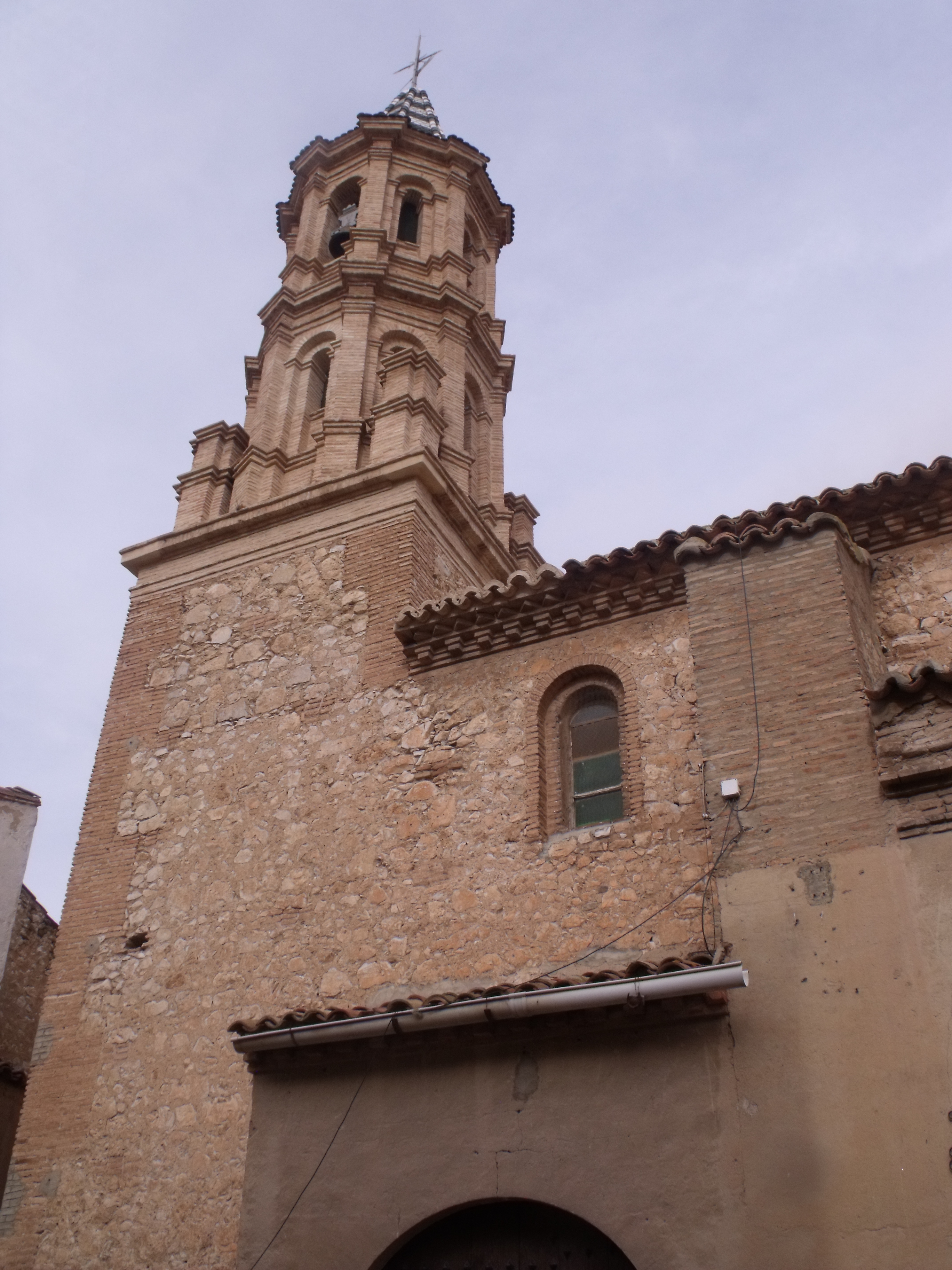
Michaeliskirche
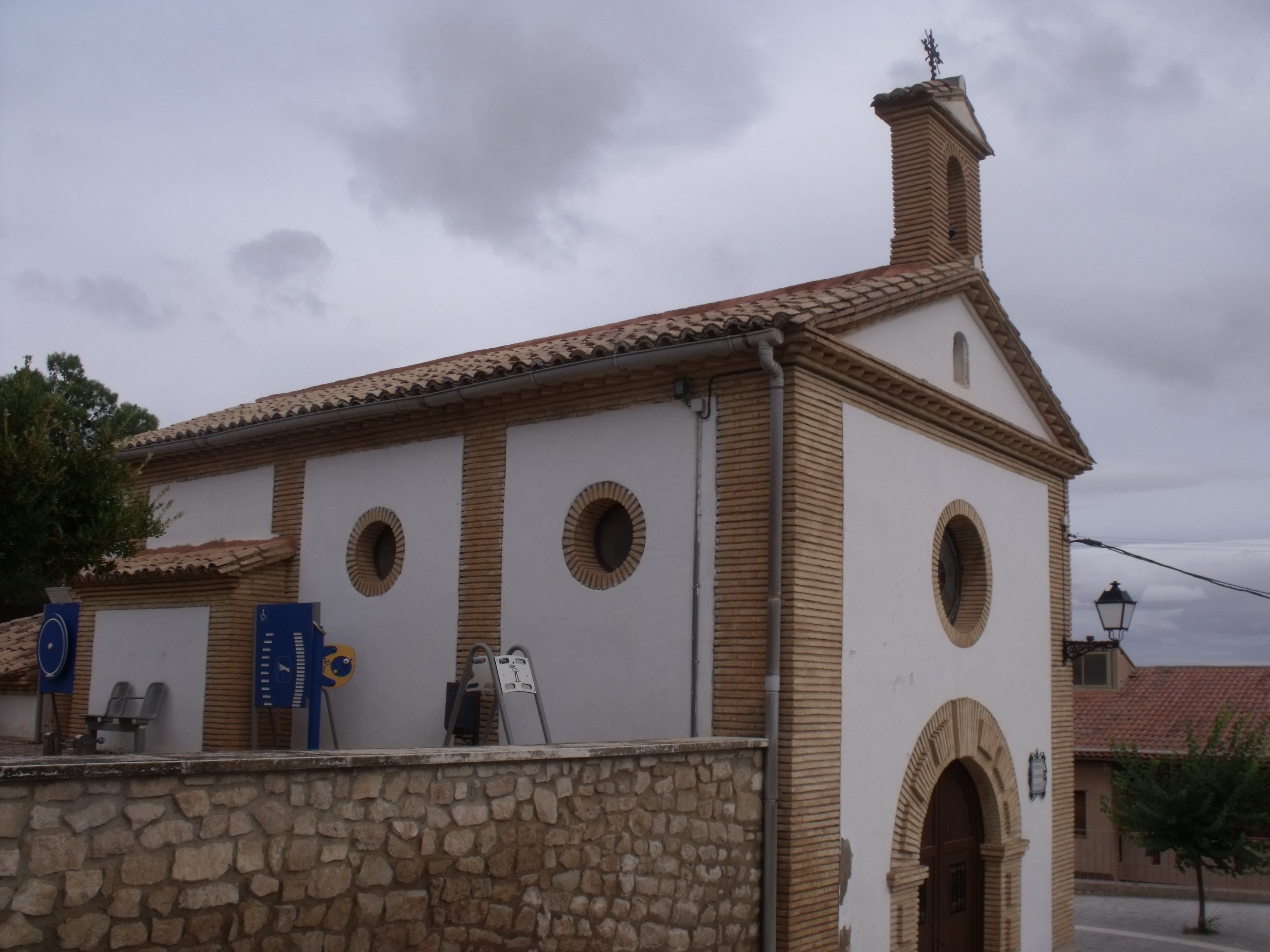
Antoniuskapelle